# Краб Орчард (Небраска)
Краб Орчард (енгл. Crab Orchard) град је у америчкој савезној држави Небраска.

## Демографија
По попису из 2010. године број становника је 38, што је 11 (-22,4%) становника мање него 2000. године.
| Група             | 2000.      | 2010.       |
| Белци             | 48 (98,0%) | 38 (100,0%) |
| Афроамериканци    | 0 (0,0%)   | 0 (0,0%)    |
| Азијати           | 1 (2,0%)   | 0 (0,0%)    |
| Хиспаноамериканци | 0 (0,0%)   | 0 (0,0%)    |
| Укупно            | 49         | 38          |